# Castelo de Colombes

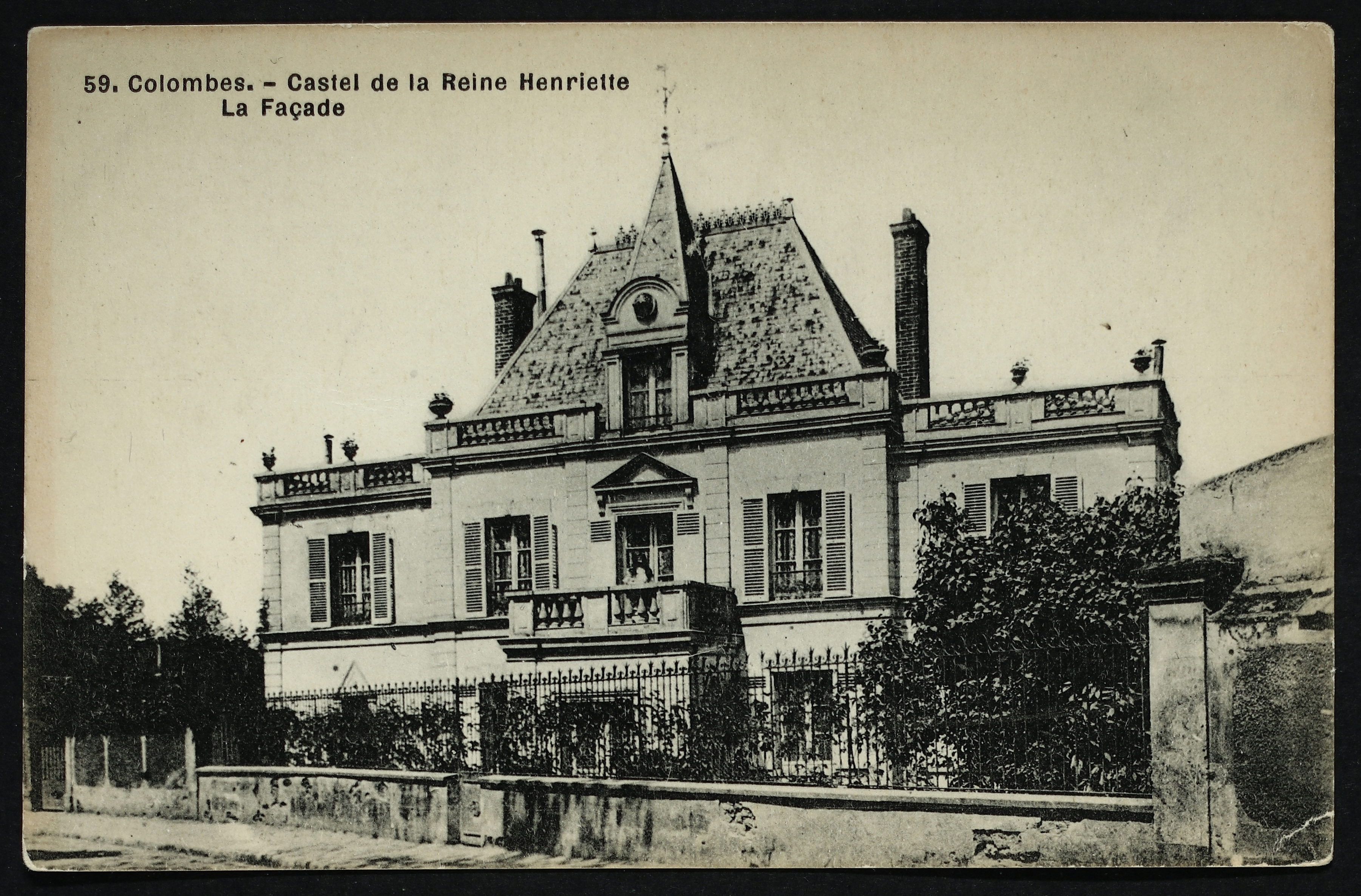
A fachada do castelo em fotografia do século XIX.

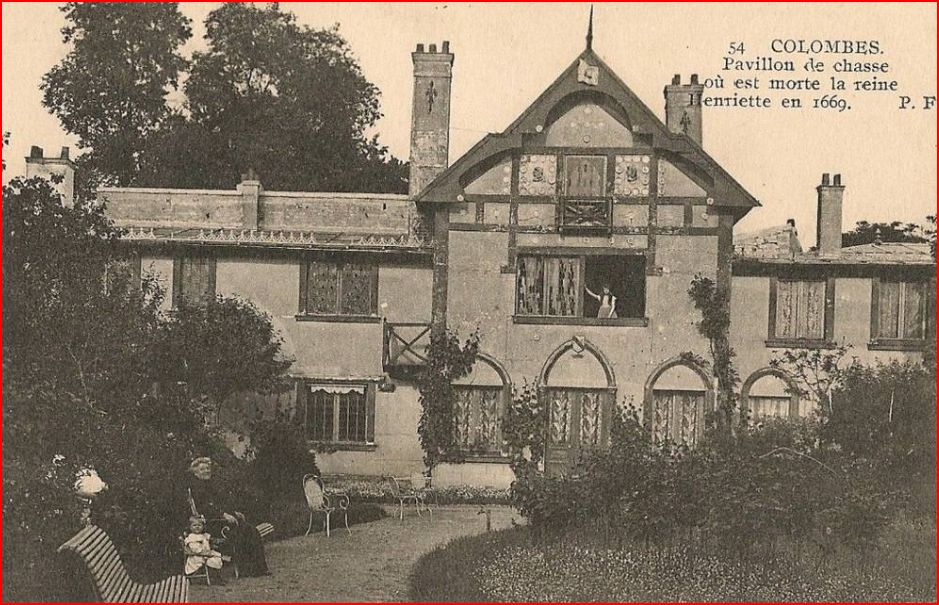
Pavilhão de caça onde a rainha Henriqueta Maria morreu em 1699.

Castelo de Colombes (em francês: Château de Colombes) foi a residência da rainha Henriqueta Maria, esposa do rei Carlos I de Inglaterra, em seu exílio na França. Ele foi demolido em 1846.

## História
Localizado na cidade homônima, o castelo era cercado por um jardim de três hectares. Segundo registros históricos, seu primeiro proprietário foi um Sr. Barbot, em 1636.

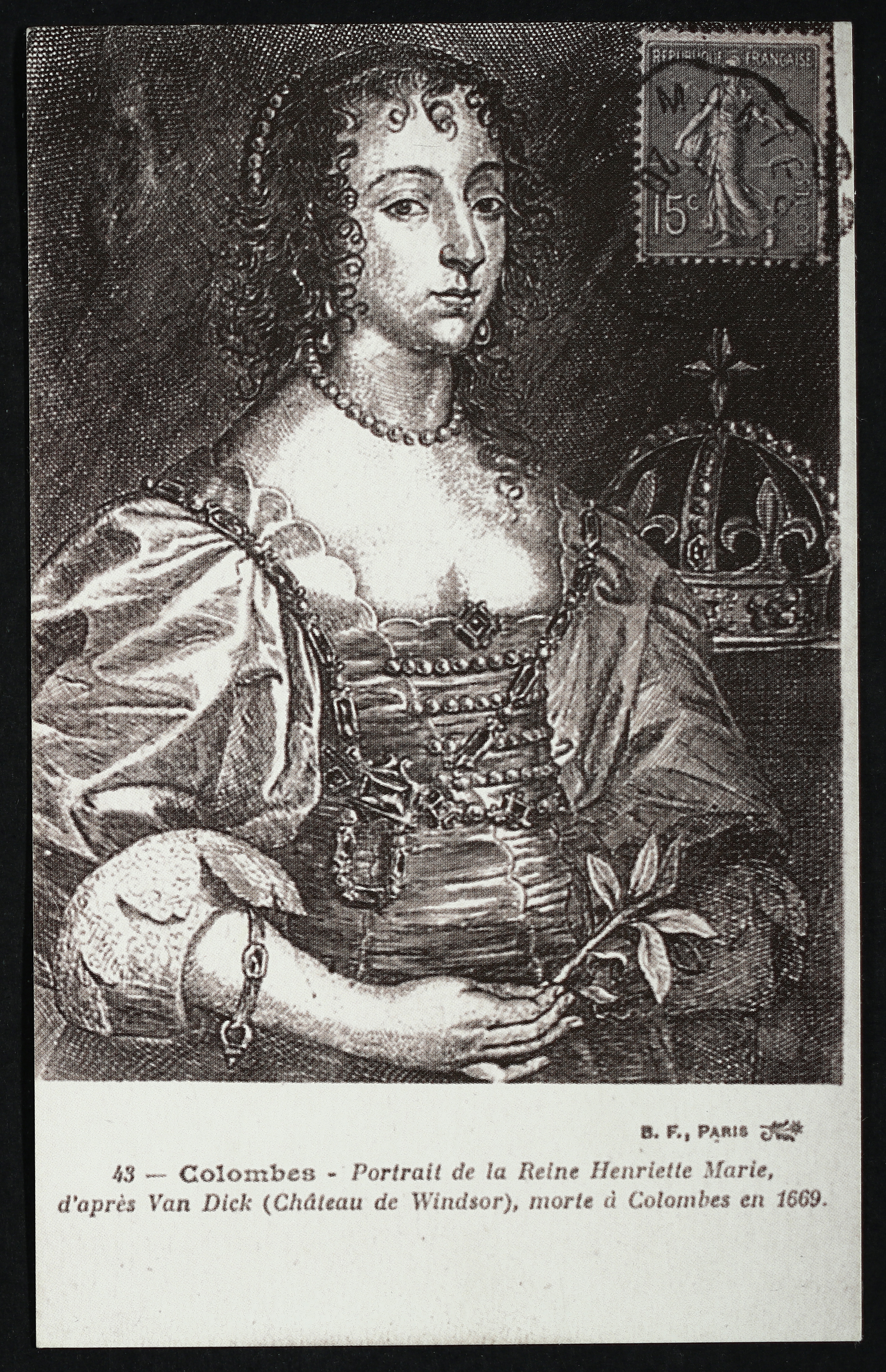
Cartão postal de Colombes do século XIX em homenagem a rainha Henriqueta Maria.

Em 1657, a rainha Henriqueta Maria da Inglaterra se estabeleceu em Colombes, depois de ter sido expulsa da Inglaterra em 1644, na sequência da Guerra Civil Inglesa. O rei Luís XIV de França e a esposa Maria Teresa visitaram-na em junho de 1665. As negociações para o Tratado de Breda (1667), entre Holanda e Inglaterra, ocorreram em Colombes.
As netas de Henriqueta Maria, as futuas rainhas Maria Luísa da Espanha e Ana da Grã-Bretanha, passaram muito tempo de suas infâncias com a avó em Colombes.
Após a morte da rainha Henriqueta Maria em 1669, Colombes foi herdado pela filha desta, Henriqueta Ana, Duquesa de Orleães, que morreu em 1670. O castelo permaneceu sob possessão do marido da duquesa, Filipe de França, Duque de Orleães, até ser vendido pelo duque em 1698. A escritura de venda descreve Colombes como tendo vários edifícios principais, um pátio, um jardim, etc.
No século XIX, Colombes foi renomeado como Château Reine Henriette. Ele foi demolido em 1846 para dar lugar a um jardim de infância.